# روبرت فليتشير
روبرت فليتشير (بالإنجليزية: Robert Fletcher)‏ هو سياسي نيوزلندي، ولد في 1866 في سنت أندروز في المملكة المتحدة، وتوفي في 4 سبتمبر 1918 في ويلينغتون في نيوزيلندا. انتخب عضو مجلس النواب النيوزيلندي.